# Cyril Gill

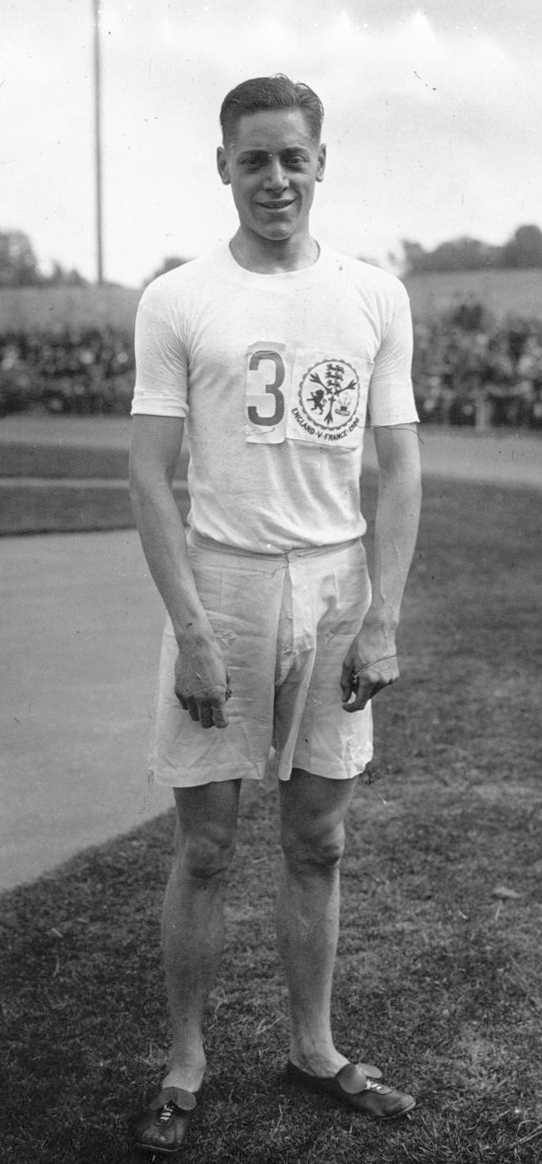
Cyril Gill, 1926

Cyril Gill (Cyril William Gill; * 21. April 1902 in Holland Park, heute Royal Borough of Kensington and Chelsea; † 1. September 1989 in Gorey, Jersey) war ein britischer Sprinter.
Bei den Olympischen Spielen 1928 in Amsterdam erreichte er über 100 m das Viertelfinale und über 200 m das Halbfinale. In der 4-mal-100-Meter-Staffel gewann er mit der britischen Mannschaft in der Besetzung Gill, Edward Smouha, Walter Rangeley und Jack London die Bronzemedaille.
Cyril Gill startete für die Polytechnic Harriers.